# Objętość końcoworozkurczowa
Objętość późnorozkurczowa, objętość końcoworozkurczowa (ang. End-Diastolic Volume, w skrócie: EDV) – objętość krwi znajdująca się w komorach serca tuż przed fazą ich skurczu. Objętość ta ma wpływ na siłę skurczu komór. Zależność tę opisuje prawo Franka-Starlinga, im większa objętość tym większa siła skurczu.
Przeciętnie objętość późnorozkurczowa wynosi 120 ml. Norma EDV wynosi 65-240 ml